# الکترومگنتیک جئوساینس
الکترومگنتیک جئوساینس (انگلیسی: Electromagnetic Geoservices) شرکت خدمات نفتی نروژی است، که در سال ۲۰۰۲ تأسیس شد.